# Azzédine Taïbi
Pour les articles homonymes, voir Taibi.
Azzédine Taïbi, né le 21 juin 1964 à Neuilly-sur-Seine (alors département de la Seine, aujourd'hui département des Hauts-de-Seine ), est un homme politique français, membre du Parti communiste français (PCF) jusqu'en 2022.
Depuis 2014, il est maire de Stains.

## Biographie

### Origines et jeunesse
Azzédine Taïbi est fils d'immigrés algériens de Kabylie. Il devient animateur à Stains, organisant des tournois de basket comme des sorties au Louvre, et s'implique dans la vie militante communale.
Il défile en 1983 à Paris pour la « marche des Beurs ».

### Parcours politique
Membre du Parti communiste français, il devient conseiller municipal en 1989 puis adjoint au maire à la jeunesse et aux sports en 1995. Il est élu conseiller général du canton de Stains en 2001, puis réélu en 2008. Alors adjoint au maire de Stains et suppléant de la députée Marie-George Buffet, de 2007 à 2012, il devient, en 2008, vice-président du conseil général chargé du sport, de la jeunesse et de l'éducation populaire, puis, en 2011, conseiller départemental délégué aux sports et au développement des services publics départementaux.
En mars 2014, il est élu maire de Stains, considéré comme le premier maire « beur » à diriger une ville de plus de 30 000 habitants,. Symboliquement, il se met en grève le 19 novembre 2014 et ferme les services municipaux durant cette journée pour dénoncer « la cure d’austérité que l’Etat impose aux collectivités ». En juin 2015, il est élu conseiller départemental du canton de Saint-Denis-2, nouvellement créé, en duo avec Silvia Capanema. 
En 2017, il signe avec d'autres maires de Seine-Saint-Denis des arrêtés interdisant les expulsions locatives sans relogement, qui seront invalidés par le tribunal administratif de Montreuil.
En 2019, il affiche son soutien au mouvement des Gilets jaunes. En septembre 2019, il porte plainte contre l'État pour « rupture d'égalité », avec les maires d'Aubervilliers, Bondy, L'Île-Saint-Denis et Saint-Denis, après la publication en mai de l'année précédente du rapport parlementaire des députés François Cornut-Gentille (LR) et Rodrigue Kokouendo (LREM), sur les insuffisances de l'action de l'État en Seine-Saint-Denis. 
Au printemps 2020, il est réélu maire de Stains dès le premier tour avec 57,89 % des voix,. Durant l'été 2020, il fait inaugurer puis restaurer, avec Assa Traoré une fresque représentant Adama Traoré et George Floyd à la suite de dégradations.
En juin 2021, il est réélu conseiller départemental du canton de Saint-Denis-2 en duo avec la candidate LFI Silvia Capanema. 
Au second tour des élections législatives de 2022 de la 4e circonscription, il retire sa candidature après être arrivé en deuxième position derrière Soumya Bourouaha et sa suppléante la député PCF sortante Marie-George Buffet, dénonçant un « hold-up électoral » orchestré par son parti, le PCF, qu'il quitte.
En octobre 2022, après l'intrusion de  militants de l'Action française dans l'hôtel de ville, il demande la dissolution de ce groupe.

### Polémiques
En 2018, il est convoqué au tribunal pour avoir affiché des banderoles sur sa mairie en soutien à Marwan Barghouti et à l'avocat franco-palestinien Salah Hamouri, auquel il offre la médaille de citoyen d'honneur de sa ville. L'Humanité accuse alors le Bureau national de vigilance contre l’antisémitisme (BNVCA), à l'origine de la plainte, d'être une officine sioniste, à la manière de la Ligue de défense juive. 
En décembre 2021, trois conseillers municipaux d'opposition déposent plainte pour « détournement de fonds », « escroquerie », après qu'il a demandé à ses adjoints de contribuer au remboursement du reliquat des frais de la campagne des municipales de 2020, après la validation de ceux-ci par la CNCCFP.
En septembre 2022, il est critiqué par le Printemps républicain pour avoir arboré un drapeau palestinien dans son bureau, et par plusieurs figures d'extrême droite — Éric Zemmour, Gilles-William Goldnadel, Damien Rieu ou Gilbert Collard — pour avoir autorisé la pose d'une plaque de rue temporaire au nom d'une des femmes du prophète Mahomet, dans un cadre artistique.
En avril 2023, une enquête préliminaire concernant des accusations de harcèlement sexuel est ouverte à son encontre après la plainte de l’un de ses anciens collaborateurs. Azzédine Taïbi déclare « contester avec force » cette accusation et porter plainte pour diffamation.